# Sikth
SikTh — британская прогрессив-метал-группа. Сформирована в городке Уотфорд, Великобритания, в марте 2001 года.
Стиль их музыки весьма разнообразен и сложно поддается классификации. Сама группа относит свой стиль звучания к жанру нойзкор. В творчестве команды прослеживаются элементы маткора и прогрессив-метала. В группе два вокалиста, два гитариста и ритм-секция.
Дебютный мини-альбом «Let The Transmitting Begin» был выпущен в 2002 году в Великобритании. Композиции из этого альбома позже вошли в альбом «The Trees Are Dead & Dried Out… Wait For Something Wild», который был выпущен 18 августа 2003 на лейбле Gut Records. В альбоме были два кавера, в том числе на песню Ника Кейва — Tupelo. В свою очередь от альбома откололись два сингла: «Scent Of The Obscene» и «Peep Show».
Последний альбом группы «Death Of A Dead Day» был выпущен 26 июне 2006 г.
Члены группы:
- Mikee W Goodman (вокал)
- Justin Hill (вокал)
- Dan Weller (гитара, клавишные)
- Graham "Pin" Pinney (гитара)
- James Leach (бас-гитара)
- Dan "Loord" Foord (ударные)

В мае 2008, в своем профиле на myspace музыканты объявили, что группа SikTh официально больше не существует:
"Это глубоко печалит четырёх из нас — но мы закрываем книгу по SikTh…, пришло время распадаться. Совокупность факторов заставила нас принять это решение. Мы хотим уверить Вас, что, если бы играть дальше было жизнеспособно для нас — мы бы продолжили играть. Мы столь гордимся всем, чего достигли как Sikth, и мы согласились сотрудничать снова в будущем. Мы в настоящее время вовлекаемся в новые проекты, так что продолжайте проверять наши личные страницы на объявления. И наконец, мы должны сказать такое огромное и искреннее спасибо всем вам, что слушаете нашу музыку и позволяете нам жить нашей мечтой. Мы знаем, что оставили вас в темноте в последнее время, и сожалеем об этом. Ваша преданность никогда не будет забыта… Dan, James, Dan, Pin.
20 января 2012 года, на официальной странице Sikth на Facebook появилась информация о возрождении группы.
16 декабря 2013 года группа объявила о воссоединении.
Позже в период 2015-2017 группа выпустила ещё 3 альбома